# Cycas cupida
Cycas cupida P.I.Forst., 2001 è una pianta appartenente alla famiglia delle Cycadaceae, endemica dell'Australia.

## Descrizione
È una cicade con fusto eretto, alto sino a 6 m e con diametro di 20-30 cm.
Le foglie, pennate, lunghe 72-130 cm, sono disposte a corona all'apice del fusto e sono rette da un picciolo lungo 12-26 cm; ogni foglia è composta da 174-240 paia di foglioline lanceolate, con margine intero, lunghe mediamente 150-240 cm, di colore blu-grigio, inserite sul rachide con un angolo di 40-50°.
È una specie dioica con esemplari maschili che presentano microsporofilli disposti a formare strobili terminali di forma ovoidale allungata, lunghi 25-33 cm e larghi 10-16 cm ed esemplari femminili con macrosporofilli che si trovano in gran numero nella parte sommitale del fusto, con l'aspetto di foglie pennate che racchiudono gli ovuli, in numero di 4-6.
I semi sono grossolanamente ovoidali, lunghi 35-40 mm, ricoperti da un tegumento di colore dal giallo al viola.

## Distribuzione e habitat
La specie è nota per una sola, ma estesa, popolazione nel Terrace Range a sud di Charters Towers, nel Queensland.

Prospera in aree boschive aperte su basse colline di arenaria.

## Conservazione
La IUCN Red List classifica C. cupida come specie vulnerabile.

La specie è inserita nella Appendice II della Convention on International Trade of Endangered Species (CITES)